# Symfoni nr 2 (Mahler)
Gustav Mahlers symfoni nr 2 i c-moll, ofta kallad Uppståndelsesymfonin, skrevs mellan 1888 och 1894. 
Symfonin framförs av orkester, kör samt sopran- och altsolist och är ett monumentalt verk på krönet av högromantiken.
Första satsen, Allegro (c-moll) maestoso, börjar med ett enormt förtätat tema i stråkarna som sätter en grundstämning av ödesmättnad. Den komponerades ursprungligen som ett fristående stycke, "Totenfeier". Expositionen innehåller flera teman, bland annat ett drömskt romantiskt fallande motiv med utsökt kontrastverkan. Satsen har annars drag av klassisk sonatform med en mycket sammandragen genomföringsdel. Mahler använder både brutala effekter med pukor som kammarmusikaliska partier av yppersta lyrik. Satsen avslutas i krampartad moll.
Andra satsen, Andante moderato, är en helt igenom vilsam och harmonisk musikalisk vilostund. Vissa snabbare partier blir aldrig ångestfyllda utan lekfullhet och harmonik präglar satsen.
Tredje satsen, In ruhig fließender Bewegung, utgående från en visa i samlingen Des Knaben Wunderhorn är ett märkligt scherzo. Dels finns en orolig snurrade melodi som far omkring. Dels finns bombastiska marschteman och även mycket vackra lyriska stycken. Formatet är storartat.
Fjärde satsen, Urlicht, är skriven för altsolist. En mycket långsam sång om själen som vill komma till Gud. Till synes avstannande leder den direkt till en enorm urladdning i:
Femte satsen, Im Tempo des Scherzos, som kan sägas bestå av två delar. Den första börjar med fantastiskt dramatiska utfall för hela orkestern och stämningen från första satsen återvänder. Orkesterns fulla uttryck tas till vara senare i en marschartad symfonidel. Som mycket viktigt överledning till andra delen har vi en duett mellan två flöjter med närmast översinnliga melodislingor. Den andra delen inkluderar en kör, som först tonar in från i fjärran i hymnen "Återuppståndelse". Satsen innehåller också en dramatisk dialog mellan sopran- och altsolist. Kören blir mer och mer närvarande för att till slut i en enormt majestätisk avslutning med hela orkestern och orgel ge det glada budskapet: Alla ska återuppstå, alla är förlåtna.
I symfonin vill Mahler skapa ett symfoniskt universum. Att höra ett framförande lämnar få oberörda genom verkets kraft och starka känslosamhet.

## Instrumentation
Träblås
4 Flöjter (alla fyra spelar även piccolaflöjt)
4 Oboer (3:e och 4:e oboe alternerar engelskt horn)
3 Klarinetter in Bb, A, C (3:e klarinett spelar även basklarinett)
2 Eb-Klarinetter (2:a Eb-klarinett spelar även 4:e klarinett)
4 Fagotter (3:e och 4:e Fagott alternerar kontrafagott)
Brass
10 Valthorn i F, 7:e-10:e horn används främst bakom scenen, men spelar slutet av symfonin på scenen, stående bakom horngruppen.
8-10 Trumpeter i F och C, 4-6 trumpeter används bakom scenen
4 Tromboner
Tuba
Slagverk
(Totalt behövs sju musiker)
Timpani
Flera virveltrummor
Bastrumma
Cymbaler
Triangel
Klockspel
Rörklockor
Rute, or "switch", to be played on the shell of the bass drum
2 Tam-tam (hög och låg stämning)
I sats fem bakom scenen:
Bastrumma med cymbal monterad (båda spelade av samma slagverkare)
Triangel
Timpani
Orgel (används bara i femte satsen)
Röster
Sopran-solo (bara i femte satsen)
Alt-solo (sjungs ibland av en mezzo-sopran) (bara i fjärde och femte satsen)
Blandad kör (bara i femte satsen)
Stränginstrument
2 Harpor
Violin I, II
Viola
Cello
Kontrabas

## Premiärer
- Uruppförande (endast de första tre satserna): 4 mars 1895 under tonsättarens ledning med Berliner Philharmoniker i Berlin.
- Uruppförande (komplett): 13 december 1895 under tonsättarens ledning i Berlin.
- Sverige: Den 12 februari 1915. Kungliga Teatern (Kungliga Operan), Kungliga Hovkapellet, dirigent Armas Järnefelt. Solister: Anna Bartels, sopran och Karin Branzell mezzosopran.